# نطق گتیسبورگ

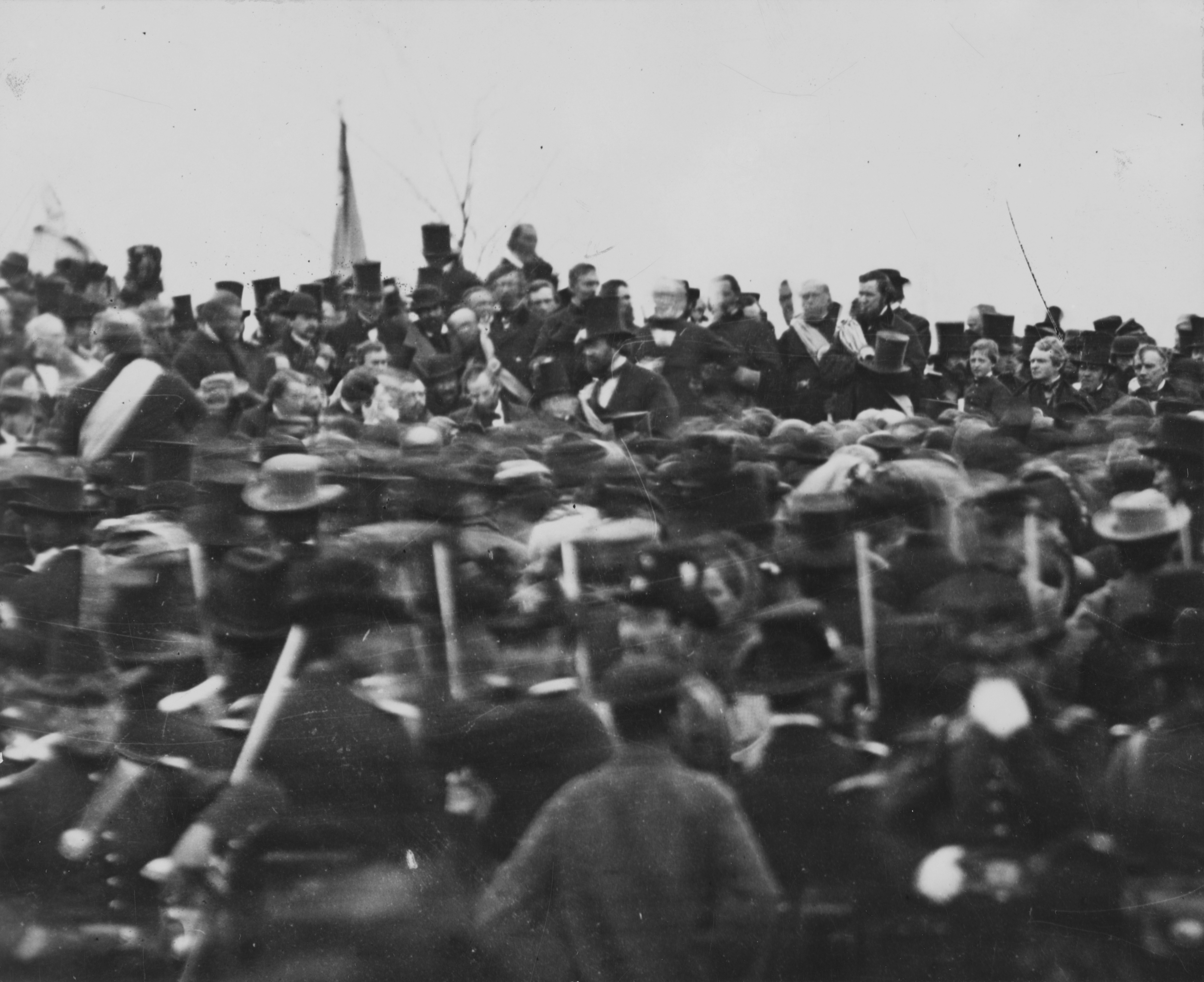
یکی از دو تصویر تأییدشده از لینکلن (وسط تصویر، رو به دوربین) در گتیسبورگ، گرفته شده در حوالی ظهر، بلافاصله بعد از رسیدن او و حدود سه ساعت پیش از ایراد سخنرانی. وارد هیل لمون، محافظ شخصی لینکلن، در سمت راست او ایستاده‌است.

نطق گتیسبورگ (به انگلیسی: Gettysburg Address) یا نطق گتیزبرگ یک سخنرانی عمومی است که آبراهام لینکلن، رئیس‌جمهور ایالات متحده آمریکا، در طول جنگ داخلی آمریکا در بعد از ظهر ۱۹ نوامبر ۱۸۶۳، چهار و نیم ماه پس از آن که نیروهای اتحادیه، نیروهای مؤتلفه را در نبرد گتیسبرگ شکست دادند، در قبرستان ملی سربازان واقع در گتیسبورگ، پنسیلوانیا ایراد کرد. این سخنرانی، از شناخته‌شده‌ترین سخنرانی‌های تاریخ ایالات متحده آمریکا است.
از نطق به‌دقت تنظیم‌شدهٔ لینکلن، با وجود این که حتی سخنرانی اصلی مراسم هم نبود، به عنوان یکی از برترین و تأثیرگذارترین بیانیه‌ها در خصوص هدف ملی آمریکا یاد می‌شود. در تنها ۲۷۱ واژه، که با اشاره به امضای اعلامیه استقلال ایالات متحده آمریکا ۸۷ سال پیش از زمان ایراد نطق آغاز می‌شد، لینکلن ایالات متحده را به عنوان کشوری که «رؤیای آزادی در سر داشت و خود را وقف رسیدن به این خواسته کرده بود که همهٔ انسان‌ها برابر آفریده شده‌اند» توصیف کرد و جنگ داخلی را به عنوان آزمایشی معرفی کرد که تعیین‌کننده توانایی چنان کشوری، اتحادیه که در بحران تجزیه‌طلبی قرار داشت، در دوام آوردن بود. او فداکاری‌های کسانی که در گتیسبورگ برای دفاع از چنان اصولی جان دادند را ستود و شنوندگان را تشویق کرد تا مقرر بدارند «که این رفتگان، بیهوده جان نداده‌اند؛ که این ملت، ذیل سایهٔ خداوند، دوباره آزاد متولد شود؛ و اینکه دولت مردم، از طرف مردم و برای مردم از صفحهٔ روزگار محو نشود».
با وجود جایگاه ممتاز این سخنرانی در تاریخ و فرهنگ عامهٔ ایالات متحده، جمله‌بندی دقیق آن مورد اختلاف است. پنج نسخه خطی شناخته‌شده از نطق گتیسبورگ در دست لینکلن، در شماری از جزئیات تفاوت داشته و همچنین اختلافاتی با متن منتشرشده از سوی روزنامه‌های آن دوره از محتوای سخنرانی دارند. در کنار این، مشخص نیست که سکویی که لینکلن بر روی آن، نطق خود را ایراد کرد، در کجا قرار گرفته بوده‌است. در پژوهش‌های امروزی، موقعیت سکوی سخنرانی ۴۰ یارد (۳۷ متر) (یا بیشتر) دورتر از مکان قدیمی واقع در قبرستان ملی سربازان در یادبود ملی سربازان دانسته شده، که بر این اساس، این سکو کاملاً در محوطه قبرستان اورگرین، که در مجاورت قبرستان ملی سربازان قرار دارد، قرار گرفته بوده‌است.

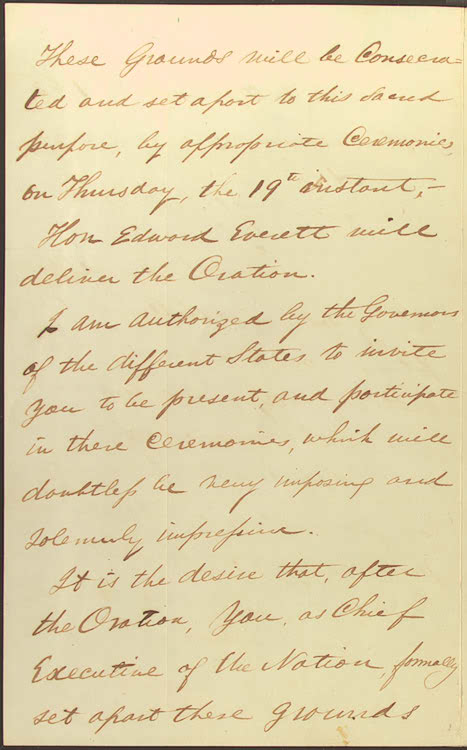
دیوید ویلز از لینکلن برای سخنرانی دعوت کرد.

## پس‌زمینه

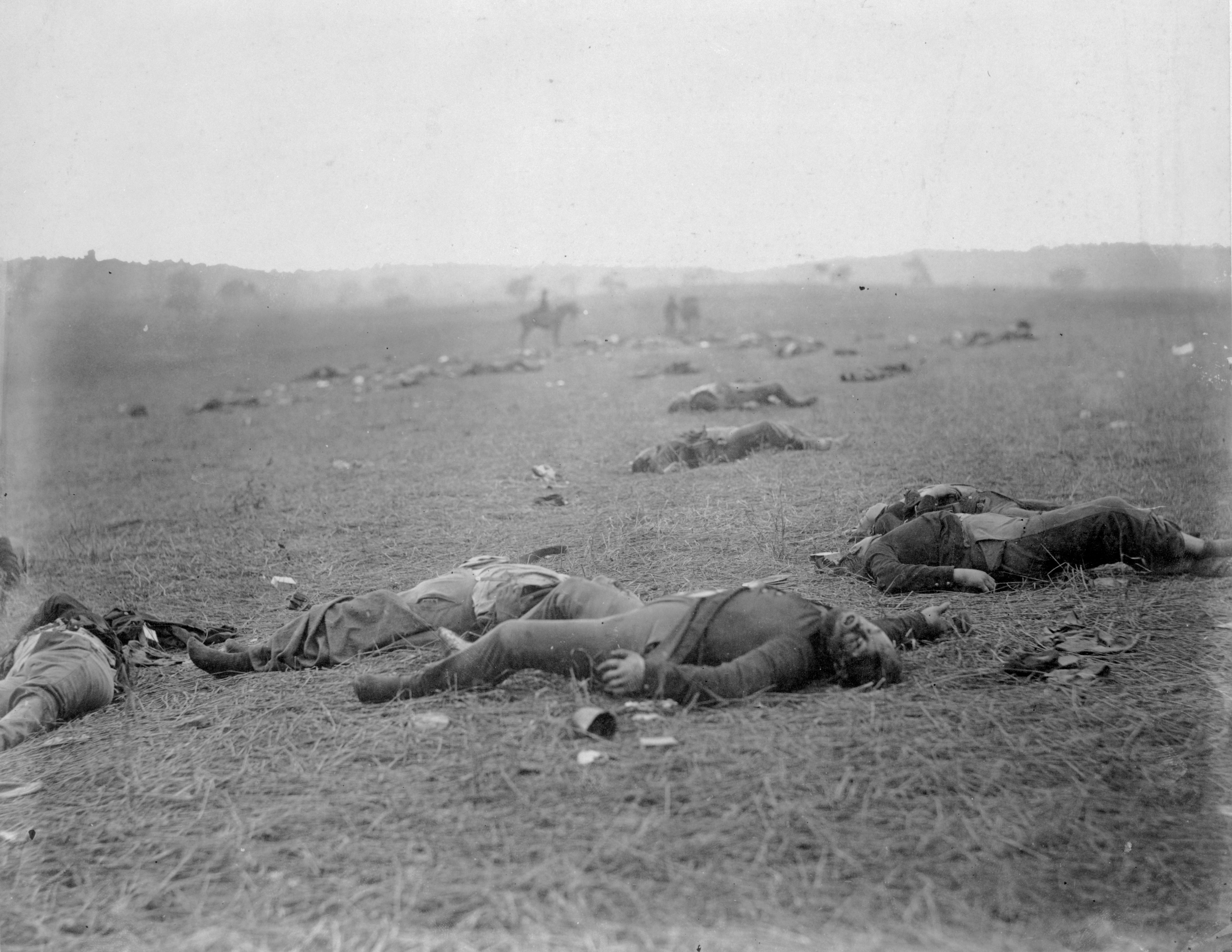
سربازان کشته‌شدهٔ اتحادیه در گتیسبورگ، تهیه‌شده توسط تیموتی اچ. اوسالیوان، ۵–۶ ژوئیهٔ ۱۸۶۳

به دنبال نبرد گتیسبورگ در ۱–۳ ژوئیهٔ ۱۸۶۳، انتقال اجساد سربازان کشته‌شدهٔ اتحادیه از قبرهای واقع در میدان جنگ گتیسبورگ به قبرستان ملی در گتیسبورگ و دفن مجدد آنان در آن محل در ۱۷ اکتبر آغاز شد، هر چند تا روز مراسم، کمتر از نیمی از کار به پایان رسیده بود.
دیوید ویلز، از اعضای کمیتهٔ مراسم متبرک کردن قبرستان ملی در گتیسبورگ در ۱۹ نوامبر، برای دعوت از رئیس‌جمهور لینکلن نوشت: «تمایل بر این است که، پس از نطق اصلی، شما، به عنوان فرماندهٔ اجرایی کشور، با ایراد کردن سخنانی درخور، این زمین را رسماً به کارکرد مقدسش وا گذارید».
در سفر از واشینگتن، دی.سی. به گتیسبورگ با قطار در ۱۸ نوامبر، سه تن از اعضای کابینهٔ لینکلن، ویلیام اچ. سیوارد، جان اوشر و مانتگامری بلیر، چندین تن از مقامات خارجی، منشی‌اش جان نیکولای و منشی دستیارش جان هی، او را همراهی کردند. در طول سفر، لینکلن به هی خبر داد که احساس ضعف می‌کند. در صبح ۱۹ نوامبر، لینکلن به نیکولای گفت که احساس گیجی می‌کند. هی بیان کرده که در طول سخنرانی، چهرهٔ لینکلن «رنگ‌پریده» بوده و او «غمگین، سوگوار، تقریباً نحیف» بوده‌است. پس از سخنرانی و در زمانی که لینکلن بر قطار ساعت ۶:۳۰ بعد از ظهر به مقصد واشینگتن، دی.سی. سوار شد، تب، ضعف و سردرد شدیدی داشت. پس از آن، لینکلن به بیماری دنباله‌داری دچار شد که از نتایج آن، دچار شدن لینکلن به آبدانه‌هایی روی پوستش بود. این بیماری به عنوان نوع خفیفی از آبله تشخیص داده شد. از این رو، بسیار محتمل به نظر می‌رسد که لینکلن در هنگام ایراد کردن نطق گتیسبورگ، در مرحلهٔ اولیهٔ آبله بوده باشد.

## برنامه‌ریزی و «نطق گتیسبورگ» توسط اورت

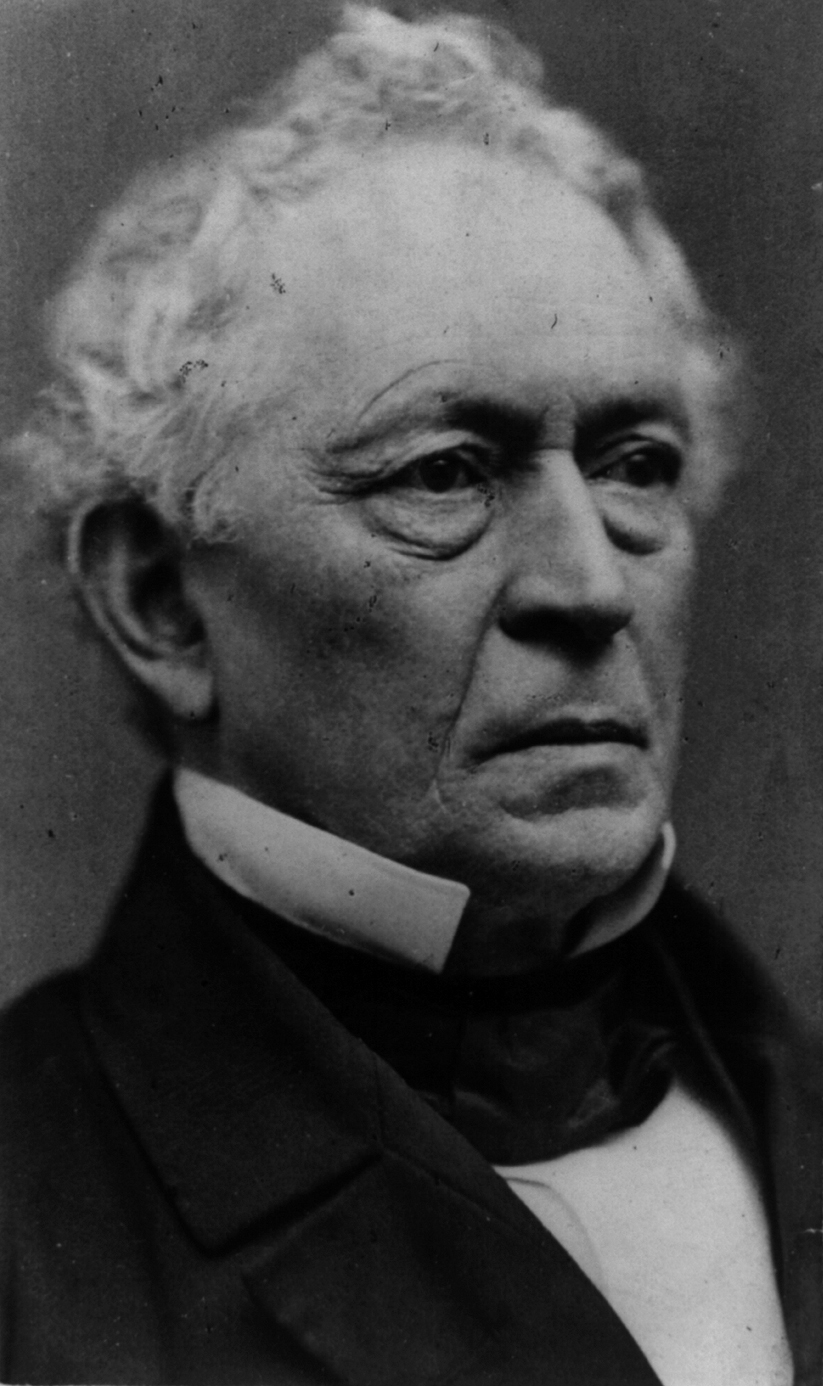
ادوارد اورت پیش از بیانات کوتاه لینکلن، نطقی دو ساعته ایراد کرد.

برنامهٔ آن روز، که توسط ویلز و کمیته‌اش طراحی شد، شامل موارد زیر بود:
موسیقی، توسط گروه برج‌فلد ("Homage d'uns Heros" از آدولف برج‌فلد)
دعا، توسط جناب تی.اچ. استاک‌تن دی. دی.
ایراد نطق، توسط جناب ادوارد اورت («جنگ‌های گتیسبورگ»)
موسیقی و سرود («سرود متبرک کردن») توسط آقای بی. بی. فرنچ، موسیقی توسط ویلسون جی هورنر، خوانده‌شده توسط کلوب بالتیمور گلی
بیانات اختصاصی، توسط رئیس‌جمهور ایالات متحده
سرود سوگواری («آه! برای کشورمان مردن عالی‌ست»، متن از جیمز جی. پرسیوال، موسیقی از آلفرد دلانی)، خوانده‌شده توسط گروه کر انتخابی برای مراسم

نیایش، توسط جناب اچ. ال. باور، دی. دی.
سخنرانی اورت، «نطق گتیسبورگ» اصلی آن روز بود. سخنرانی او، که از ۱۳٬۶۰۷ واژه تشکیل شده بود، با متن زیر آغاز شد:
ایستاده در زیر این آسمان آرام، مشرف به این دشت‌های پهناور که اکنون از رنج‌های سالی که گذشت، آسوده شده‌اند، آلگنی عظیم روبه‌روی ما سر به فلک کشیده، قبرهای برادرانمان در زیر پاهامان، من در بلند کردن صدای ضعیفم برای شکستن سکوت شیوای خداوند و طبیعت، تردید دارم. اما وظیفه‌ای که شما مرا بدان خوانده‌اید می‌بایست اجرا شود؛ — از شما می‌خواهم که رضایتتان و همدردی‌تان را با من همراه کنید.
و دو ساعت بعد با متن زیر به اتمام رسید:
اما آنان، من اطمینان دارم، در حین این که ما با غبار این شهید-قهرمانان خداحافظی می‌کنیم، به ما خواهند پیوست تا بگوییم که در هر کجای دنیای متمدن که شرح این جنگاوری‌های عظیم خوانده شود، و تا آخرین لحظهٔ زمان، در تاریخ سال‌های پرافتخار کشور مشترکمان، هیچ صفحهٔ روشن‌تری از آن که به نبردهای گتیسبورگ می‌پردازد، نخواهد بود.
در آن دوره، نطق‌های طولانی، مانند نطق اورت، در مراسم‌ها معمول بود. این رسم در سال ۱۸۳۱ در هنگامی که قاضی دستیار جوزف استوری در قبرستان مانت اوبرن در کمبریج، ماساچوست، نطقی ایراد کرد، آغاز شد. چنین نطق‌هایی اغلب مراسم‌ها را به مأموریت اتحادیه مرتبط می‌کردند.

## متن نطق گتیسبورگ

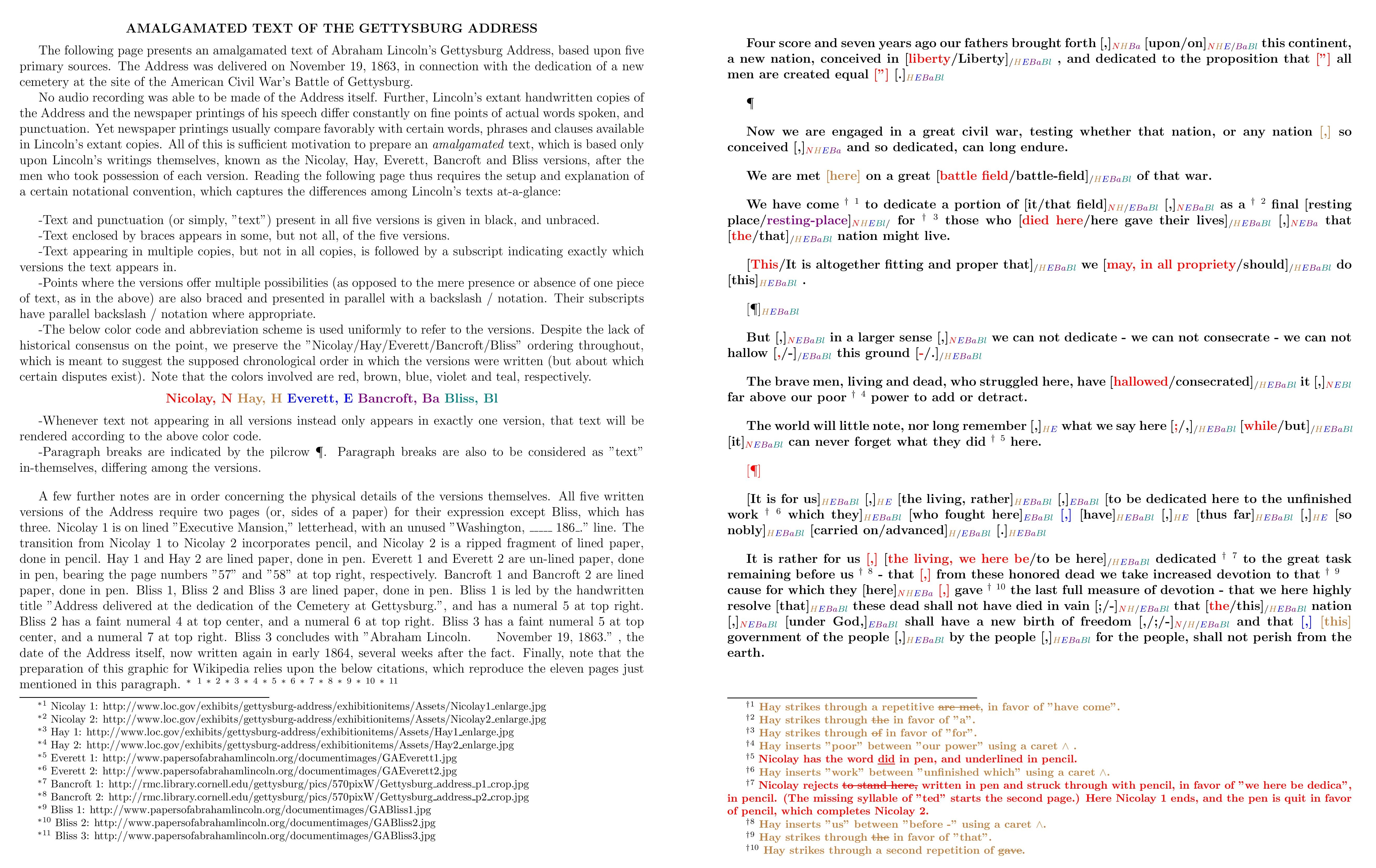
پنج نسخهٔ موجود از سخنان لینکلن در قالب یک متن حاشیه‌نویسی‌شده

به فاصلهٔ کوتاهی پس از بیانات اورت، لینکلن تنها برای دو یا سه دقیقه به سخنرانی پرداخت.
با وجود اهمیت تاریخی سخنرانی لینکلن، محققان امروزی در جمله‌بندی دقیق آن اختلاف دارند، و رونویسی‌های منتشرشده در روزنامه‌های آن زمان و حتی نسخ دست‌نویسی‌شده توسط شخص لینکلن در واژه‌ها، نشانه‌گذاری و ساختار با یکدیگر تفاوت دارند. از بین این نسخ، نسخهٔ بلیس، که با فاصلهٔ زیادی از زمان سخنرانی و به عنوان لطفی برای یک دوست نوشته شده بود، به‌طور گسترده به عنوان نسخهٔ استاندارد مورد پذیرش است. با این وجود، متن آن با نسخ آماده‌شده به دست لینکلن، قبل و بعد از سخنرانی، تفاوت دارد. این نسخه، تنها نسخهٔ امضاشده توسط لینکلن و آخرین نسخهٔ نوشته‌شده توسط او است.
| « | هشتاد و هفت سال پیش، پدرانمان در این قاره ملتی نو زادند؛ ملتی که آبستن آزادی بود و خود را وقف رسیدن به این خواسته کرده بود که همهٔ مردمان برابر آفریده شده‌اند. ما اکنون درگیر جنگی داخلی شده‌ایم که دوام بلندمدت آن ملت یا هر ملت دیگری را که چنان پربار و چنان مصمم باشد، به بوتهٔ آزمایش گذاشته‌است. ما در یکی از میدان‌های نبرد همان جنگ گرد هم آمده‌ایم. آمده‌ایم تا بخشی از آن میدان نبرد را به آرامگاه ابدی کسانی اختصاص دهیم که درست در همین‌جا از جان خود گذشتند تا آن ملت به حیاتش ادامه دهد. این اقدام ما کاملاً مناسب و بجا است. اما اگر عمیق‌تر بنگریم، ما نمی‌توانیم این زمین را به یاد آنان نامگذاری کنیم، ما نمی‌توانیم به این زمین قداست ببخشیم، ما نمی‌توانیم این زمین را متبرک گردانیم. مردان شجاعی که در اینجا جنگیدند، چه مرده چه زنده، آنان‌اند که به این زمین قداست بخشیده‌اند؛ خیلی بیشتر از آن حدی که تلاش‌های ناچیز ما اندکی از آن بکاهد یا به آن بیفزاید. جهان اهمیت چندانی نخواهد داد و برای مدتی طولانی به یاد نخواهد سپرد که ما در اینجا چه گفتیم، اما آنچه آن‌ها در اینجا انجام دادند را هرگز نمی‌تواند به فراموشی بسپارد. بر ما زندگان است که تمام تلاشمان را معطوف به کار تمام‌نشده‌ای بکنیم که کسانی که در اینجا جنگیده‌اند تاکنون چنین شرافتمندانه پیش برده‌اندش. بر ماست که تمام تلاشمان را معطوف به وظیفهٔ خطیری کنیم که بر دوش ماست؛ که از این رفتگان عزیز، جانسپاری برای نهضتی که برایش جانسپاری کردند را بیاموزیم؛ که در اینجا مقرر بداریم که این رفتگان، بیهوده جان نداده‌اند؛ که این ملت، ذیل سایهٔ خداوند، دوباره آزاد متولد شود؛ و اینکه دولت مردم، از طرف مردم و برای مردم از صفحهٔ روزگار محو نشود. | » |

## منابع لینکلن

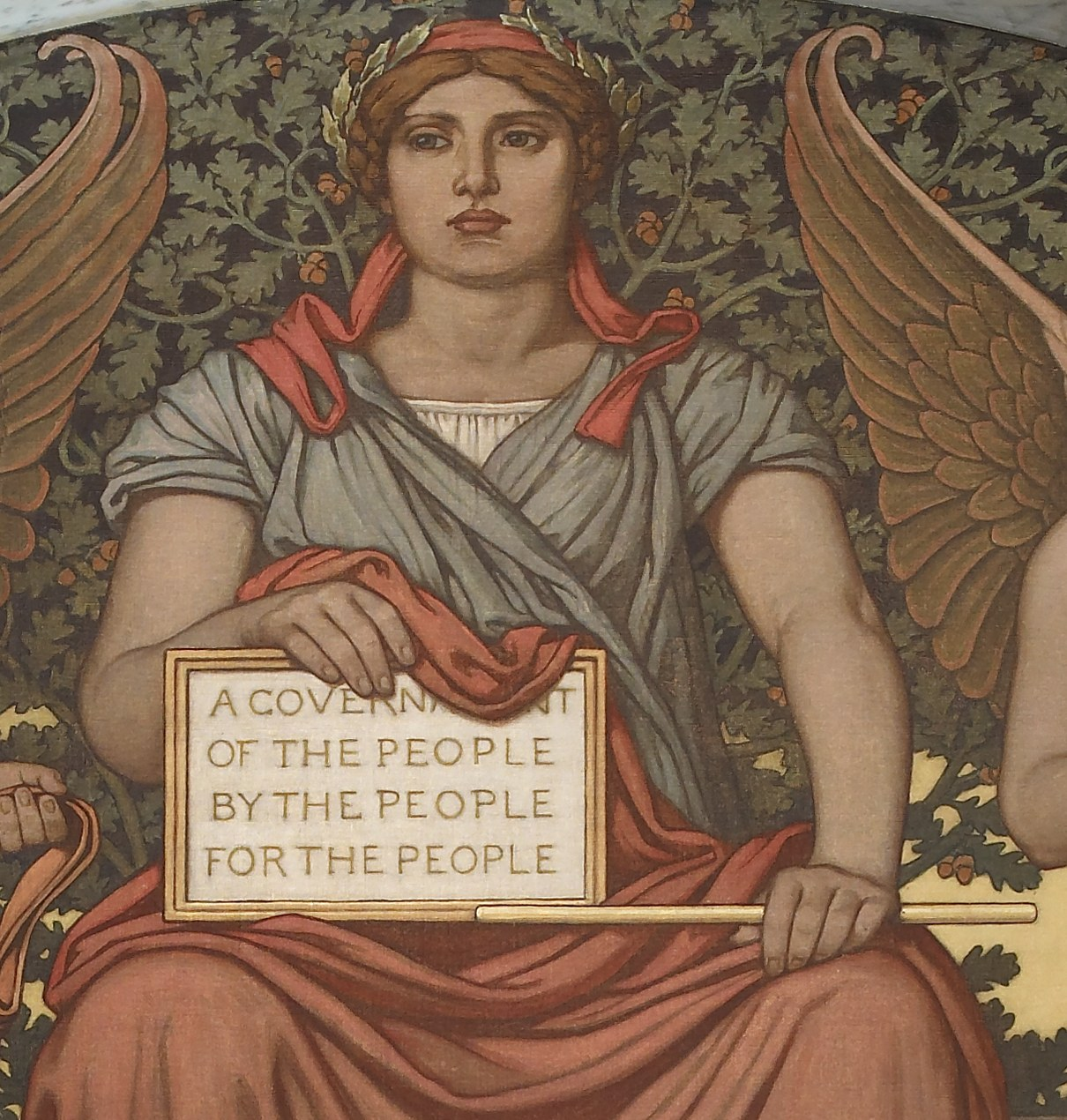
بخشی از نقاشی دیواری دولت (الیهو ودر، ۱۸۹۶) در کتابخانه کنگره. شخص حاضر در تصویر، لوحی در دست دارد که عبارت مشهور لینکلن بر روی آن حک شده‌است.

### نسخهٔ هی

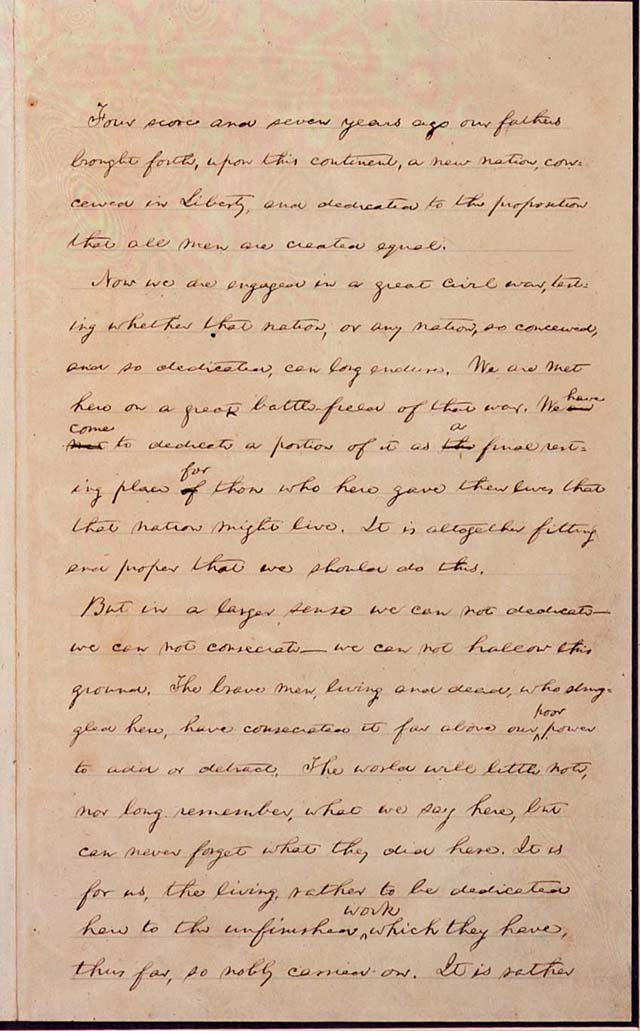
نسخهٔ هی، همراه با اصلاحات دست‌نویس لینکلن

### نسخهٔ بلیس

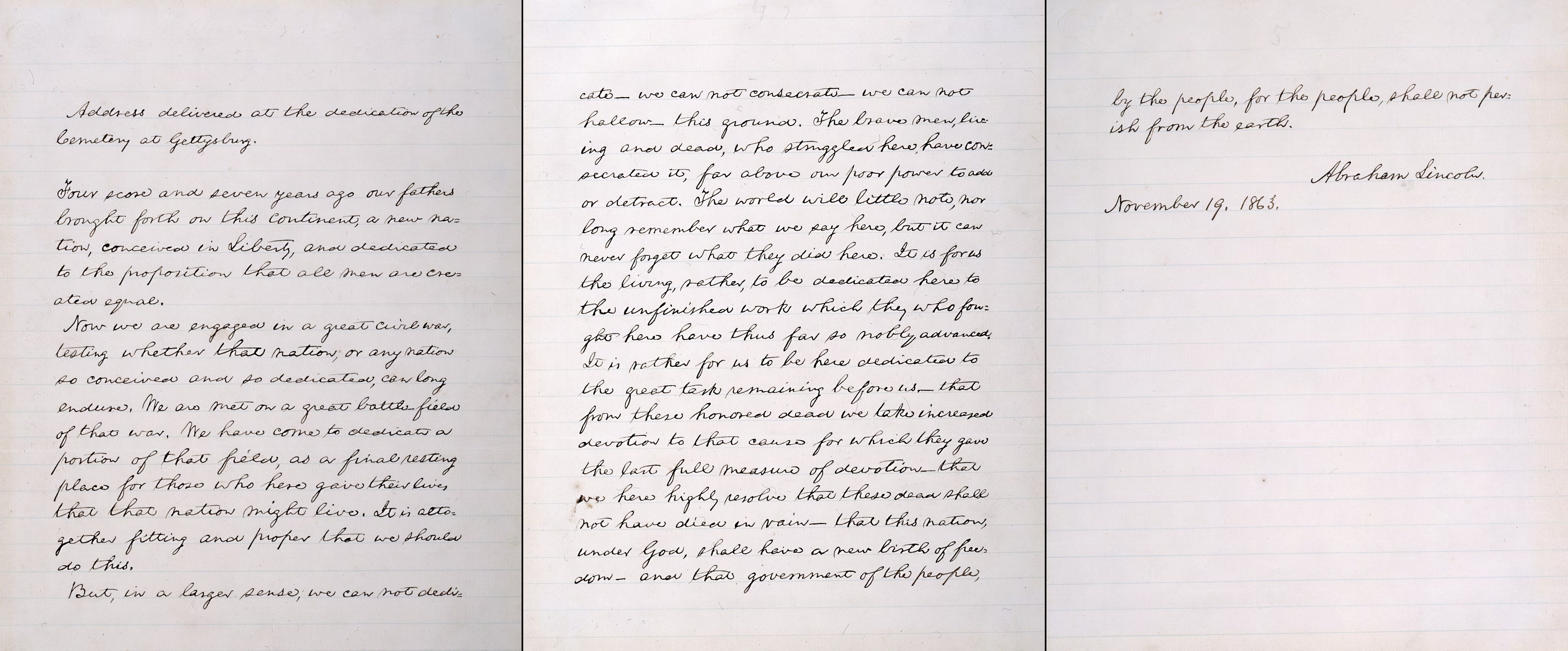
نسخهٔ بلیس که در اتاق لینکلن در کاخ سفید به نمایش گذاشته شده‌است.

## منابع و واکنش‌های هم‌دوره

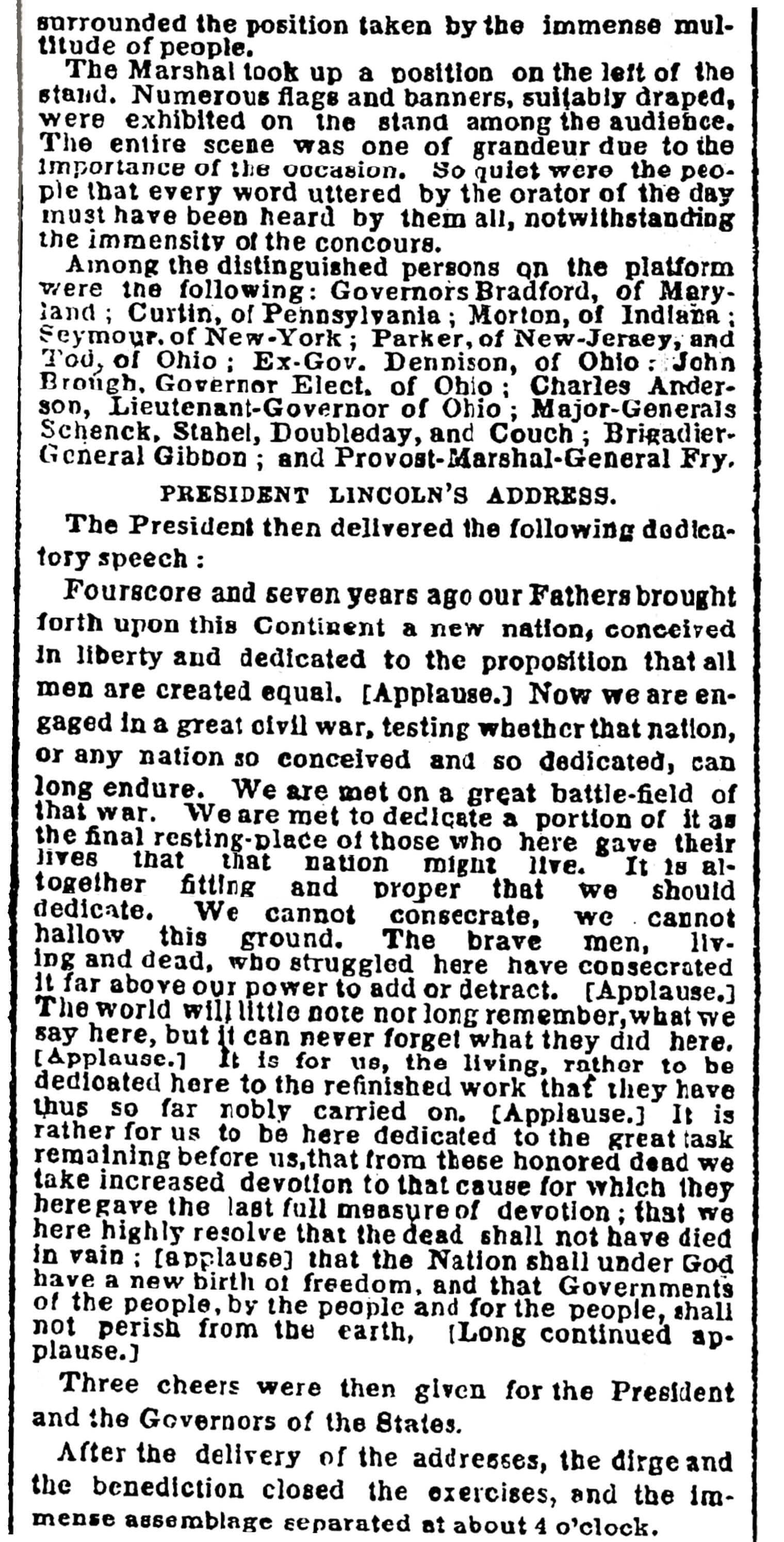
در مقالهٔ نیویورک تایمز، منتشرشده در ۲۰ نوامبر ۱۸۶۳، نوشته شده که سخنرانی لینکلن پنج بار با تشویق حضار، قطع شده و با «تشویق طولانی‌مدت و ممتد» پس از اتمام آن همراه بوده‌است.